# Edith-Stein-Kapelle (Bergisch Gladbach)
Die Edith-Stein-Kapelle ist eine römisch-katholische Kapelle im Innenhof des Kardinal-Schulte-Hauses im Stadtteil Bockenberg von Bergisch Gladbach.

## Entstehungsgeschichte

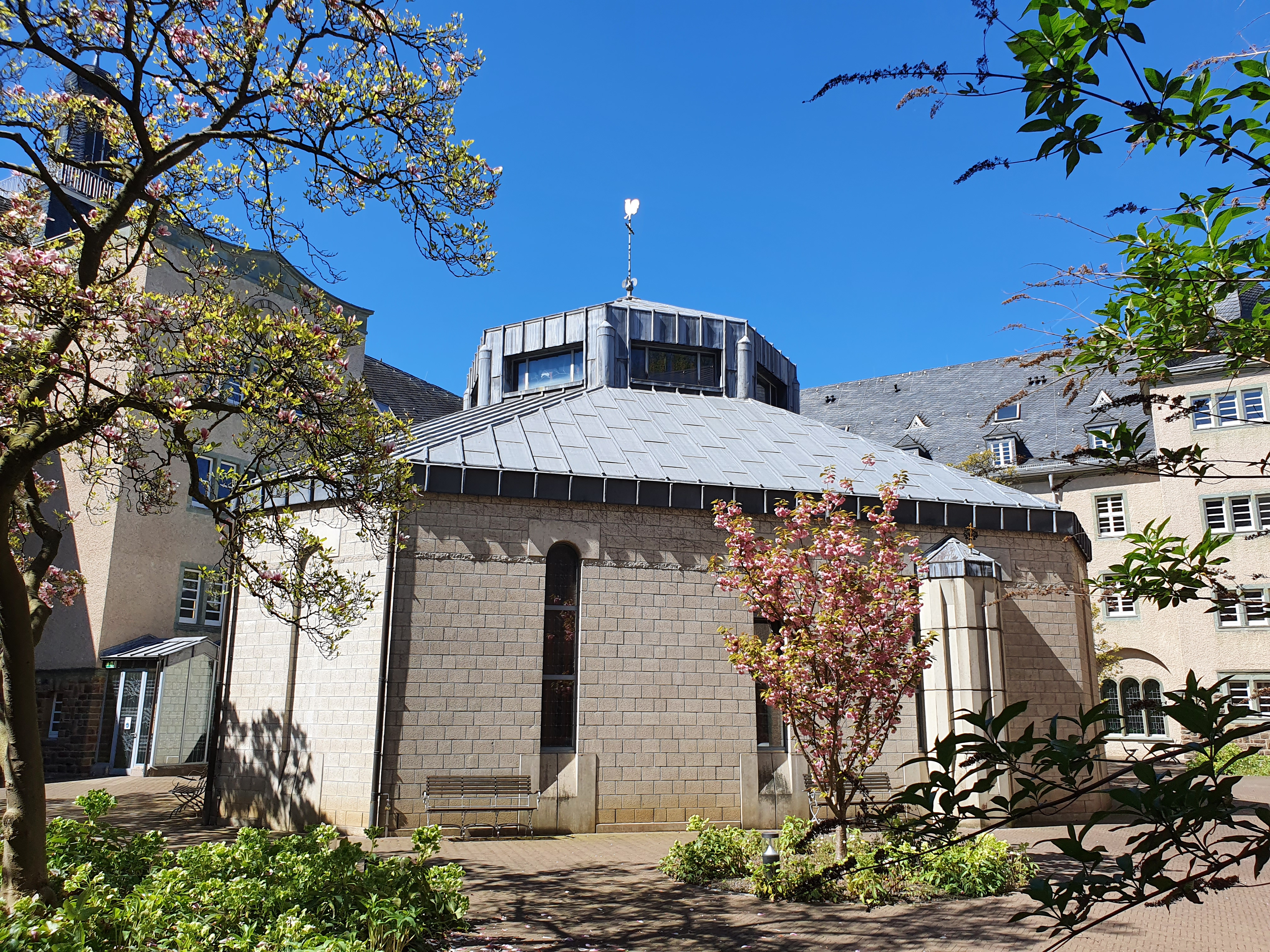
Edith-Stein-Kapelle, Bergisch Gladbach

Die Edith-Stein-Kapelle in Bergisch Gladbach wurde 1987 als Ersatz für die ehemalige Kapelle des zwischen 1926 und 1929 als Priesterseminar erbauten Kardinal-Schulte-Hauses errichtet. Nach Entwürfen der Leverkusener Architekten Hans-Peter Greyer und Manfred König wurde sie als achteckiger Zentralbau in den Innenhof des Gebäudekomplexes gestellt und der Ordensfrau, Philosophin und Frauenrechtlerin Edith Stein gewidmet. Edith Stein wurde am 1. Mai 1987 von Papst Johannes Paul II. seliggesprochen und wird seit dem 11. Oktober 1998 in der katholischen Kirche als Heilige und Märtyrin der Kirche verehrt. In Teilen der evangelischen Kirche gilt sie als Glaubenszeugin.

## Gestaltung
Die Innengestaltung der Kapelle schuf der Kölner Künstler Paul Nagel.
Die Fenster wurden vom französischen Künstler Alain Creunier, Professor an der Nationalen Hochschule für angewandte Kunst ENSAAMA in Paris, gestaltet.
Im Vorraum der Kapelle steht ein Triptychon von Paul Nagel, das Szenen aus dem Leben der Edith Stein zeigt. Schließt man die Flügel des Bildes, liest man einen Ausschnitt aus einem Brief Edith Steins vom Jahre 1930, in welchem sie den eigenen Opfertod ahnt. Auf den Türflügeln zum Innenraum der Kapelle sind die philosophischen und geistlichen Lehrer Edith Steins dargestellt, die sie prägten und auf die sie sich wiederholt bezogen hatte: Thomas von Aquin, Johannes vom Kreuz, Benedikt von Nursia und Theresa von Avila.
Die Gestaltung des Innenraums erinnert an den Tod der Edith Stein im KZ Auschwitz: durch die Gestaltung der Kapellenwände als nackte Mauern mit blutroten Fenstern, die Stacheldrahtbindungen der Bänke und das Gitterfenster der Sakristei. Die Ausmalung und der Schmuck der Kuppel symbolisieren unter anderem das Martyrium des Edith Stein in Form einer weißen Märtyrerkrone und Symbole es auferstandenen Jesus Christus aus der Geheimen Offenbarung des Johannes: Alpha und Omega, die sieben Leuchter (Offb 1,8-12 ) und das Lamm (Offb 5 ).

## Ausstattung
Den Raum beherrscht ein Rundleuchter mit 72 Kerzen, der aus zwei Ringen besteht. Altarinsel und Altar sind aus hellrotem Marmor gestaltet und spiegeln die Farbe der Kuppel wider. Hinter dem Altar befindet sich an der Rückwand der Kirche ein Retabel mit einem stehenden Bronze-Christus, welcher vor einer in leuchtendem Rot gehaltenen Szene schwebt: Rechts sieht man Personen, die mit Stock und Stein zwei Ordensfrauen töten. Rechts neben dem Retabel steht der Tabernakel aus weißem Marmor. 
An der rechten Seite der Kapelle steht eine Klais-Orgel aus dem Jahr 1993 (Opus 1708). Sie verfügt über 18 Register auf zwei Manualen und Pedal. Das Gehäuse wurde von Paul Nagel – wie der Altar – mit Blattornamenten geschmückt. Es zeigt über dem Spieltisch den Einzug Jesu in Jerusalem, umgeben von musizierenden Menschen.

## Außengestaltung
Die Edith-Stein-Kapelle steht im Innenhof in der Mitte des Kardinal-Schulte-Hauses-Baukomplexes. Zwischen den Mauern des burgartigen Gebäudes aus den 1920er-Jahren ist sie von Magnolienbäumen umgeben. Die Gestaltung des Innenhofs ist ein Werk des Düsseldorfer Landschaftsarchitekturbüros FSWLA und des Architekten Caspar Schmitz-Morkramer aus Frankfurt/Main.